# دانشگاه ایالتی ترومن
دانشگاه ایالتی ترومن (TSU یا Truman) یک دانشگاه دولتی در کرکسویل، میسوری است. این دانشگاه دارای ۳۹۶۰ دانشجوی ثبت نام شده در پاییز ۲۰۲۲ بود که در ۵۵ دوره کارشناسی و دوازده برنامه تحصیلات تکمیلی تحصیل می‌کردند. این دانشگاه به نام رئیس‌جمهور ایالات متحده ، هری ترومن، که اهل میسوری بود، نامگذاری شده‌است. از سال ۱۹۷۲ تا ۱۹۹۶، این مدرسه به عنوان دانشگاه ایالتی میسوری شمال شرقی شناخته می‌شد.